# Cosmas Fraßhauser
Cosmas Fraßhauser (* unbekannt; † zwischen 1431 und 1437), auch Cosman/Kosman(n) der Frashauser/Fräshauser/Fräßhauser/Frässhauser, war ein Adelsherr des 13./14. Jahrhunderts. Er  war Richter zu Tegernsee und hatte seinen Sitz auf Fraßhausen.

## Herkunft
Der Fraßhauser war ein Angehöriger des gleichnamigen Adelsgeschlechts. Es handelt sich hierbei um oberbayerischen Adel, der aus der andechsischen Ministerialfamilie der Ascholdinger entstammt. Die Ersterwähnung der Fraßhauser findet sich im Jahr 1286 mit Ulrich dem Ascholdinger genannt nach "Vrauwelshausen". Cosmas der Fraßhauser war der letzte Adelsherr seines Namens, mit seinem Tode starben die Fraßhauser im Mannesstamm aus. 

### Familie
Cosmas Fraßhauser war vielleicht ein Sohn des Georg (Götz) Fraßhauser. Cosmas selbst hatte einen Bruder namens Ott. 1384 heiratete Cosmas  Frau Gertraud  (geborene v. Neuhaus). Gemeinsam bekamen sie eine Tochter namens Barbara. Diese heiratete Hans Wildegger (Wildecker) und bekam zwei Töchter: Margret und Amelei. Margret Wildeggerin heiratete 1426 Oswald Tuchsenhauser (ehemals Kanzler des bayerischen Herzogtums). Amelei starb sehr jung. Barbara Wildeggerin selbst starb vor 1417.
Sein Bruder Ott hatte drei Kinder: Hans d. Fraßhauser, Dorothea und Anna. Sein Sohn starb vor 1437, während Dorothea und Anna verheiratet wurden. Als einziger Nachkomme galt Oswald Oetlinger (Sohn von Anna).

## Wirken
Cosmas der Fraßhauser war Richter zu Tegernsee (1411). Seit 1407 galt er als alleiniger Eigentümer des Sitzes zu Fraßhausen (Burg/Wohnturm mit Sedelhof), nachdem er die Rechte seines Neffen Hans d. Fraßhauser erworben hatte. 1428 wird er in Zusammenhang mit einer juristischen Funktion erwähnt: Er war als Unterstützung des Wolfratshauser Pflegers Jörg Arensinger bei einem Gerichtsprozess zugegen. An seinem Lebensende lebte Cosmas in bescheidenen Verhältnissen auf Fraßhausen. 1431 bezeugte er eine Verpfändung seiner Kleinodien und der Güter zu Ascholding, Harmating und Deining, aufgrund der Nichteinhaltung eines Versprechens der Herzöge Stephan III. und Johann II. Diese sollten den Fraßhauser aufgrund der Eheschließung mit Gertraud von Neuenhaus 140 Pfund Armberger Pfennige oder eine jährliche Gült von 14 Pfund Pfennige aus dem Zoll zu Wasserburg geben. Aufgrund der herzoglichen Nichteinhaltung erlitt der Fraßhauser einen Schaden von 250 Pfund Münchener Pfennige. Eine solche finanzielle Notlage war nicht erst durch das gebrochene Versprechen entstanden: Der Fraßhauser konnte bereits die Heiratsgült bezüglich seiner Tochter Barbara nicht zahlen und verschuldete sich somit. Als Entschädigung nahm er die beiden Kinder Margret und Amelei in Pflege. Nachdem Oswald Tuchsenhauser seine Enkelin Margaret geheiratet hat, überschrieb er seiner Enkelin den Sitz zu Fraßhausen. 1430 ging das gänzliche Gut mitsamt Eigentum an die Tuchsenhauser. Cosmas d. Fraßhauser starb zwischen 1431 und 1437.